# Reina de corazones
Queen of Hearts è una serie televisiva statunitense trasmessa su NBC dal 28 aprile al 7 novembre 2014.

## Trama
Una storia di un amore che deve superare la barriera della memoria, dove la vita notturna glamour e i casinò giocano un ruolo di primo piano in una trama caratterizzata da misteriosi colpi di scena, spionaggio, cospirazione, intrighi, criminalità e romanticismo.

## Personaggi

### Personaggi principali
- Reina Ortíz, interpretata da Paola Núñez
- Nicolás Núñez / Javier Bolivar de Rosas, interpretato da Eugenio Siller
- Víctor de Rosas, interpretato da Juan Soler
- Estefanía Pérez Hidalgo, interpretata da Catherine Siachoque
- Sara Smith / Virginia de la Vega, interpretata da Laura Flores

### Personaggi ricorrenti
- Frank Marino, interpretato da Gabriel Coronel
- Octavio de Rosas / Gerónimo de Rosas, interpretato da Henry Zakka
- Isidro Castillo, interpretato da Paulo Quevedo
- Fernando San Juan / Patricio Picasso "El Supremo" / Gregorio Pérez, interpretato da Sergio Mur
- Greta de Rosas, interpretata da Geraldine Galván
- Juan José "Juanjo" García, interpretato da Pablo Azar
- Susana Santillán, interpretata da Wanda D'Isidoro
- Constanza "Connie" Leiva, interpretata da María Luisa Flores
- Camila de Rosas, interpretata da Thali García
- Carmen Solís, interpretata da Rosalinda Rodríguez
- Miriam Fuentes, interpretata da Paloma Márquez
- Andrés Hidalgo, interpretato da Raúl Arrieta
- Juan Balboa "Rocky", interpretato da Ezequiel Montalt
- Delfina Ortíz, interpretata da Priscila Perales
- Christian Palacios, interpretato da Sebastián Ferrat
- Asunción Gomez / Maruja Torres, interpretata da Marisa Del Portillo
- Damian Hernández, interpretato da Guido Massri
- Clara de Rosas, interpretata da Nicole Apollonio
- Román Leiva, interpretato da Emmanuel Pérez